# Fuat Akbaş
Fuat Akbaş (ur. 1900) – turecki zapaśnik walczący w stylu klasycznym. Olimpijczyk z Paryża 1924, gdzie zajął dwudzieste miejsce w wadze lekkiej.

## Letnie Igrzyska Olimpijskie 1924
| Konkurencja            | Rundy eliminacyjne       | Rundy eliminacyjne    | Klas. końcowa |
| Konkurencja            | Przeciwnik I             | Przeciwnik II         | Miejsce       |
| ---------------------- | ------------------------ | --------------------- | ------------- |
| 67,5 kg styl klasyczny | Kalle Westerlund (FIN) P | Rūdolfs Ronis (LAT) P | 20.           |